# Ellbach- und Kirchseemoor
Das Ellbach- und Kirchseemoor ist seit 1940 ein Naturschutzgebiet und seit 1998 auch ein FFH-Gebiet im oberbayerischen Landkreis Bad Tölz-Wolfratshausen und dem Landkreis Miesbach. Das Naturschutzgebiet mit der Nummer NSG-00030.01 liegt auf dem Gebiet der Stadt Bad Tölz und der Gemeinde Sachsenkam und hat eine Fläche von 797 Hektar. Sie sind Teil der Tölzer Moorachse.
Das Ellbachmoor gilt als besonders wertvolles Gebiet für Tagfalter. Am Nordrand des Naturschutzgebietes liegt der Kirchsee, der seit 2008 als EU-Badegewässer gemeldet ist. Im Winter kann das Gebiet zwischen Kloster Reutberg und Bad Tölz auf einer Langlaufloipe durchquert werden.
Natura 2000, das Schutzgebietsnetz der Europäischen Union, verlieh 1998 dem Landstrich unter dem gleichen Namen, aber erheblich erweitert, den Schutzstatus eines FFH-Gebietes. Anteile an dieser Schutzzone haben die Gemeinden Dietramszell und Sachsenkam, die Stadt Bad Tölz und der Markt Holzkirchen.

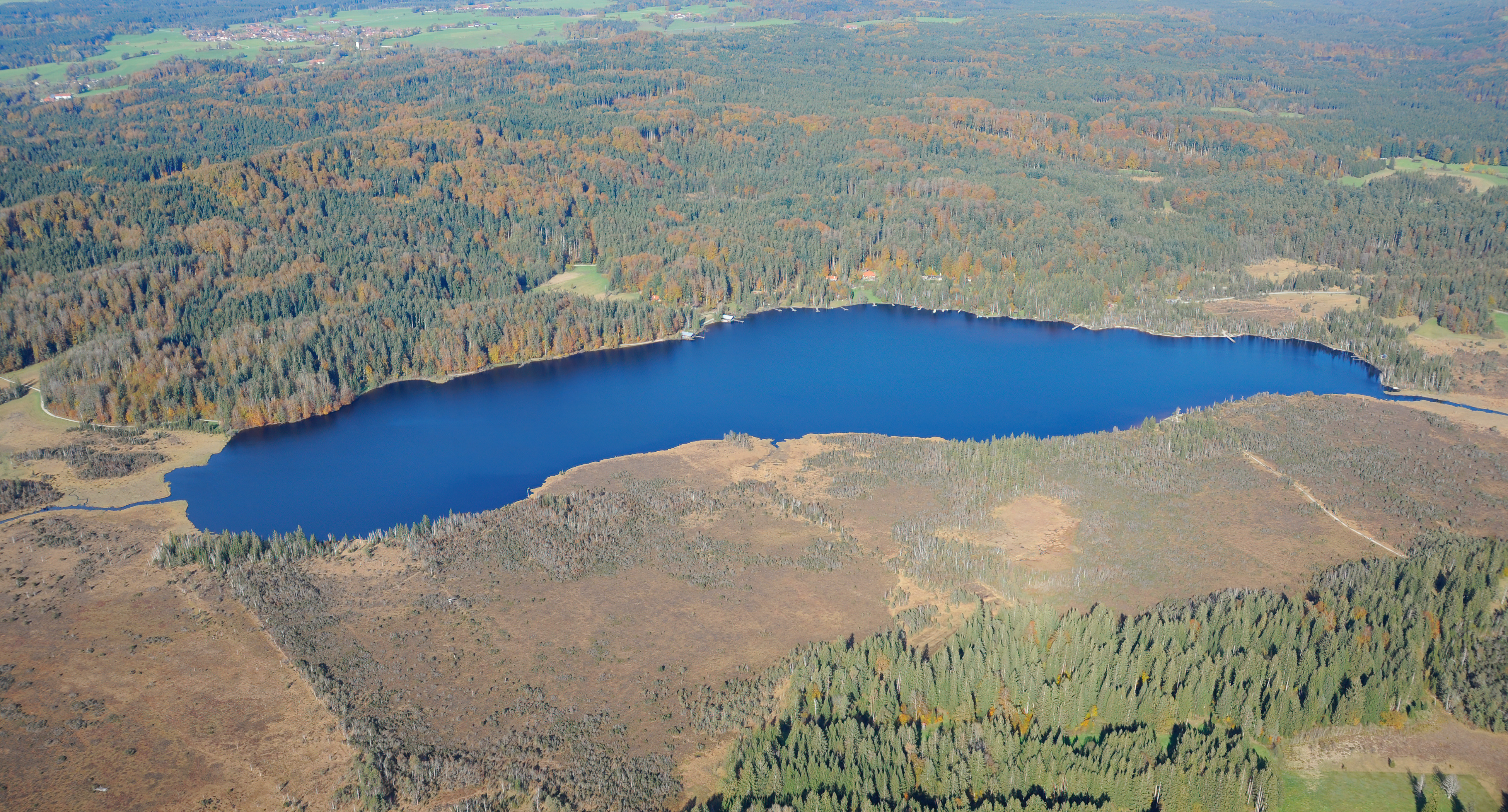
Der Kirchsee und der nördliche Teil des Kirchseemoors
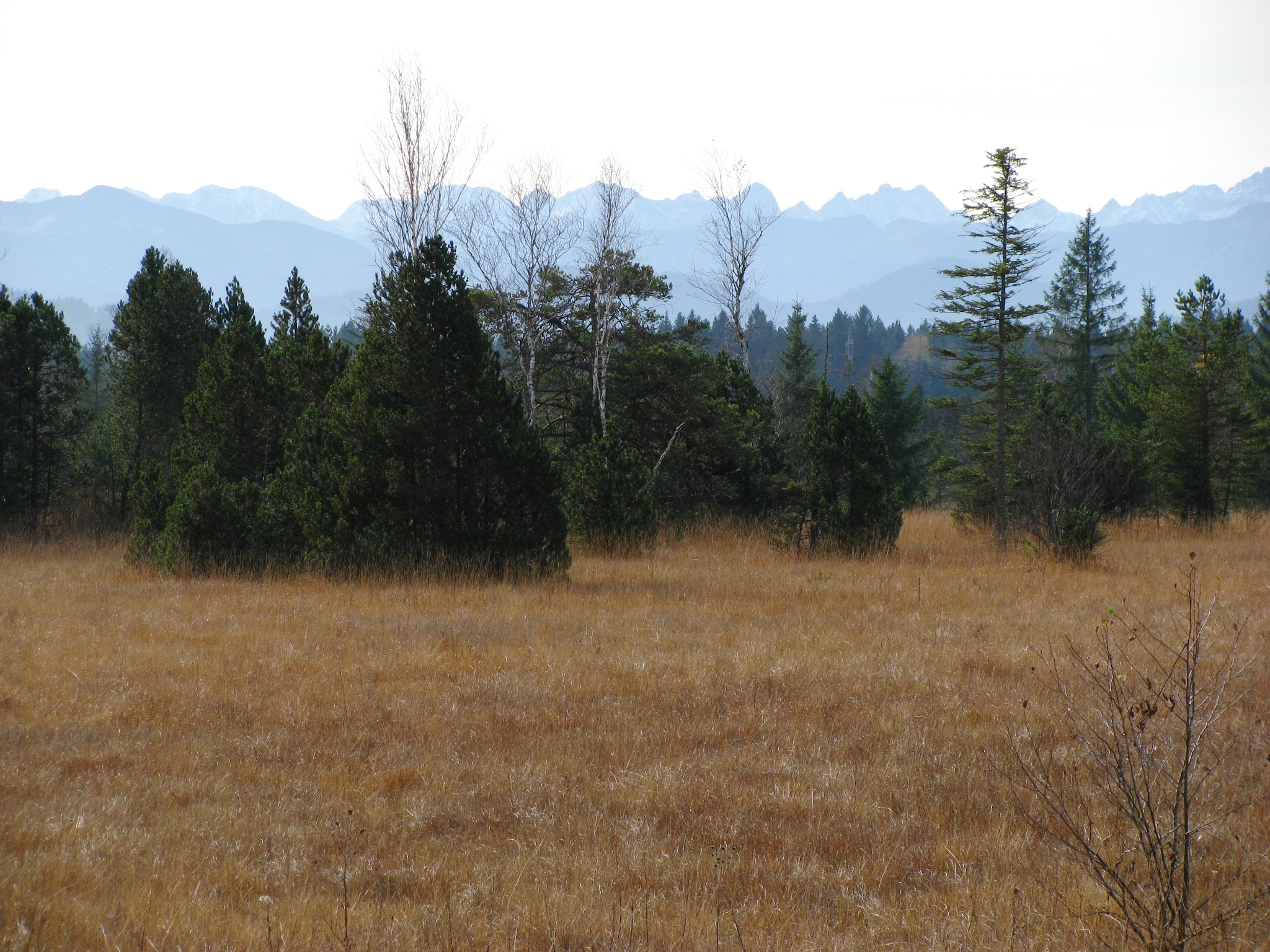
Kirchseefilzen im NSG Ellbach- und Kirchseemoor
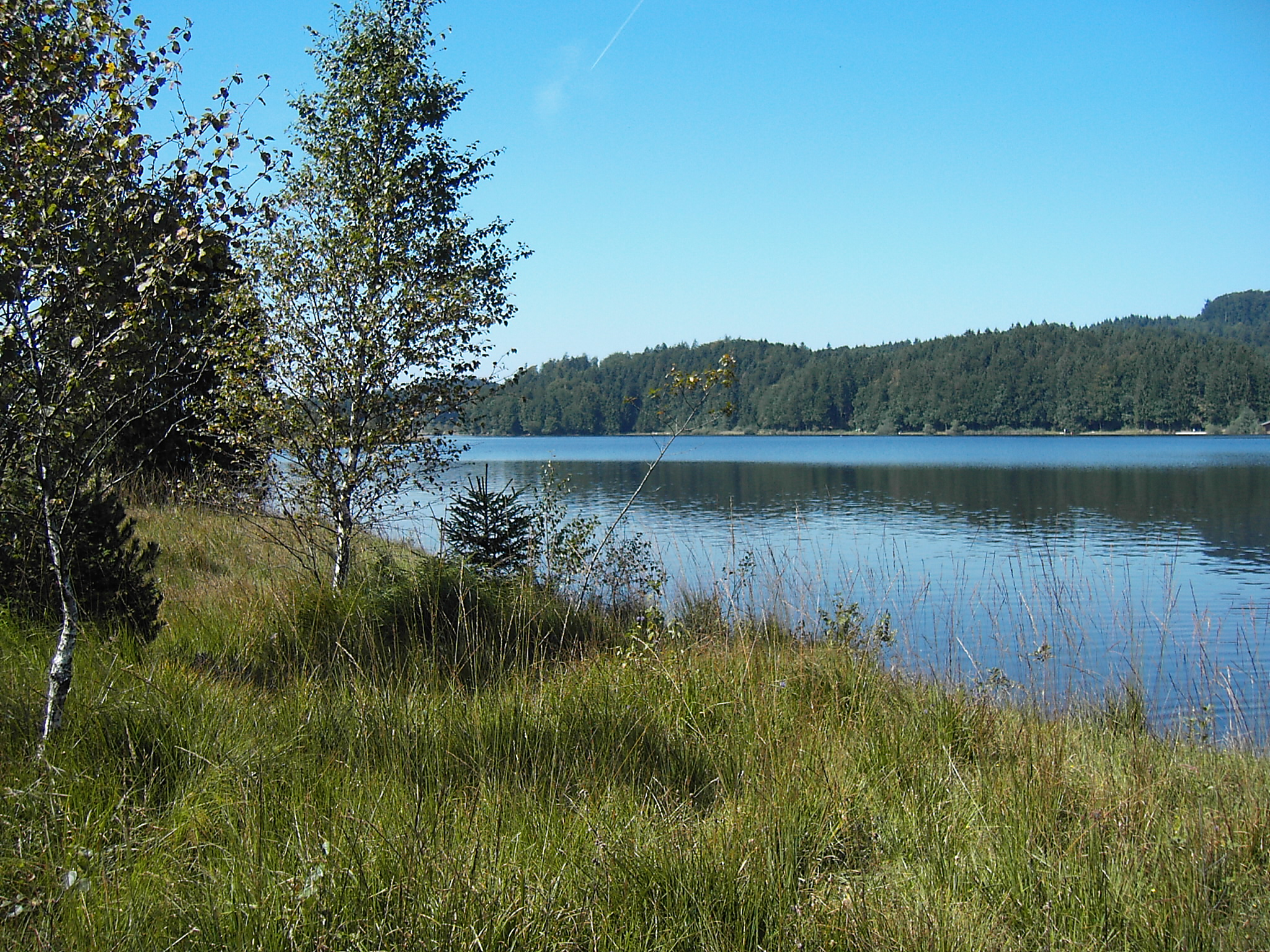
Kirchsee (Oberbayern) Südufer
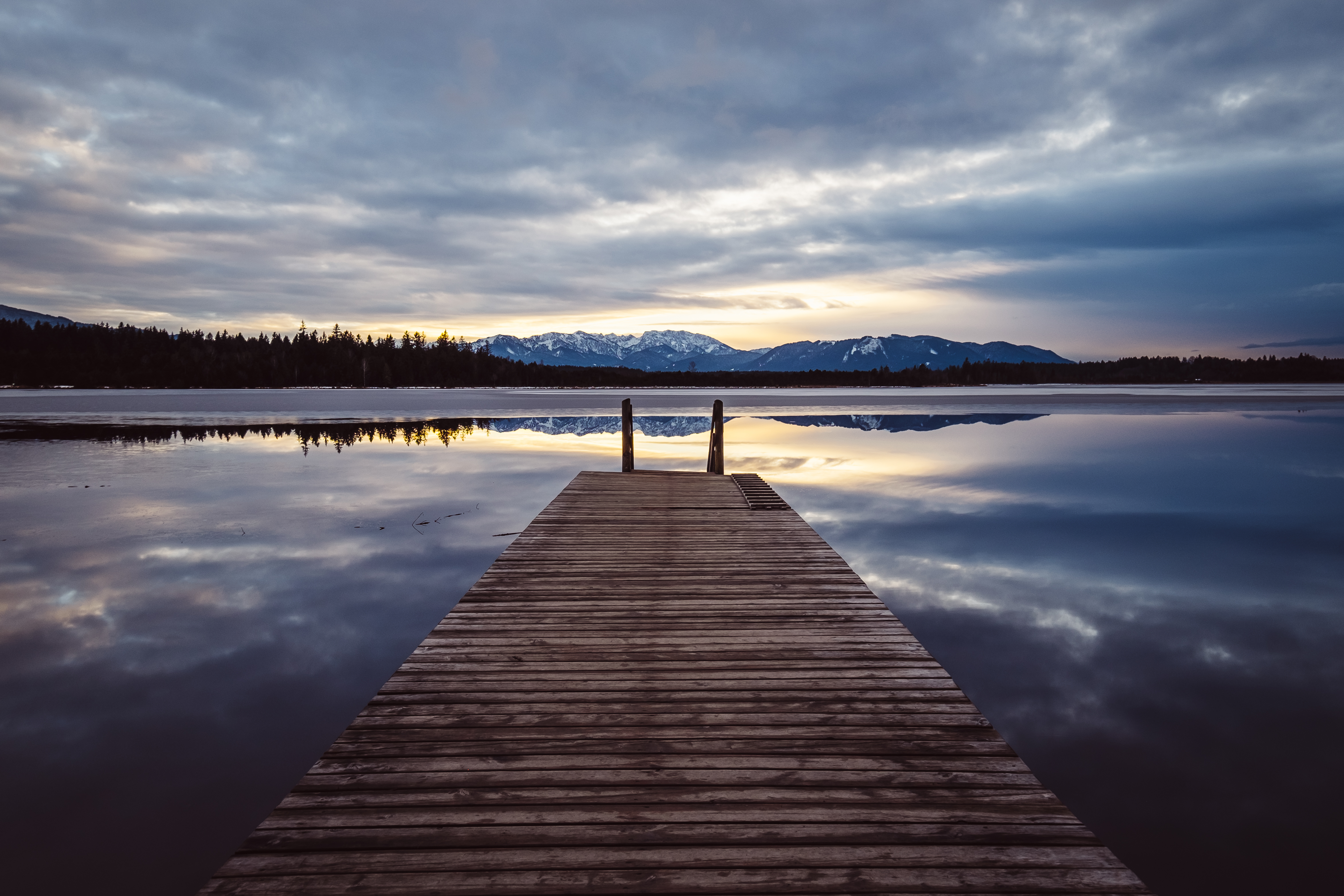
Kirchsee (Oberbayern) in der Abendsonne
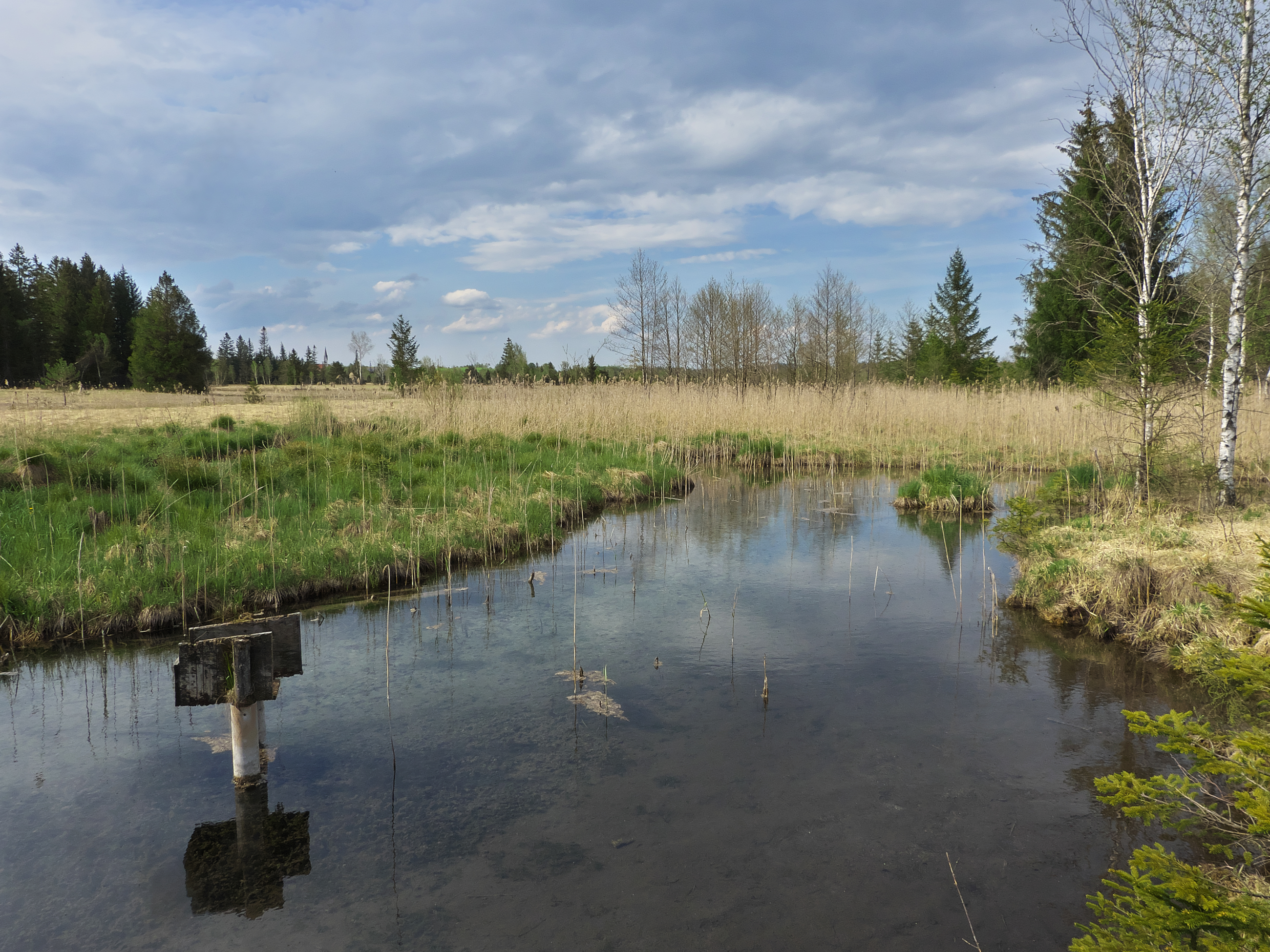
Ellbach bei Bad Tölz
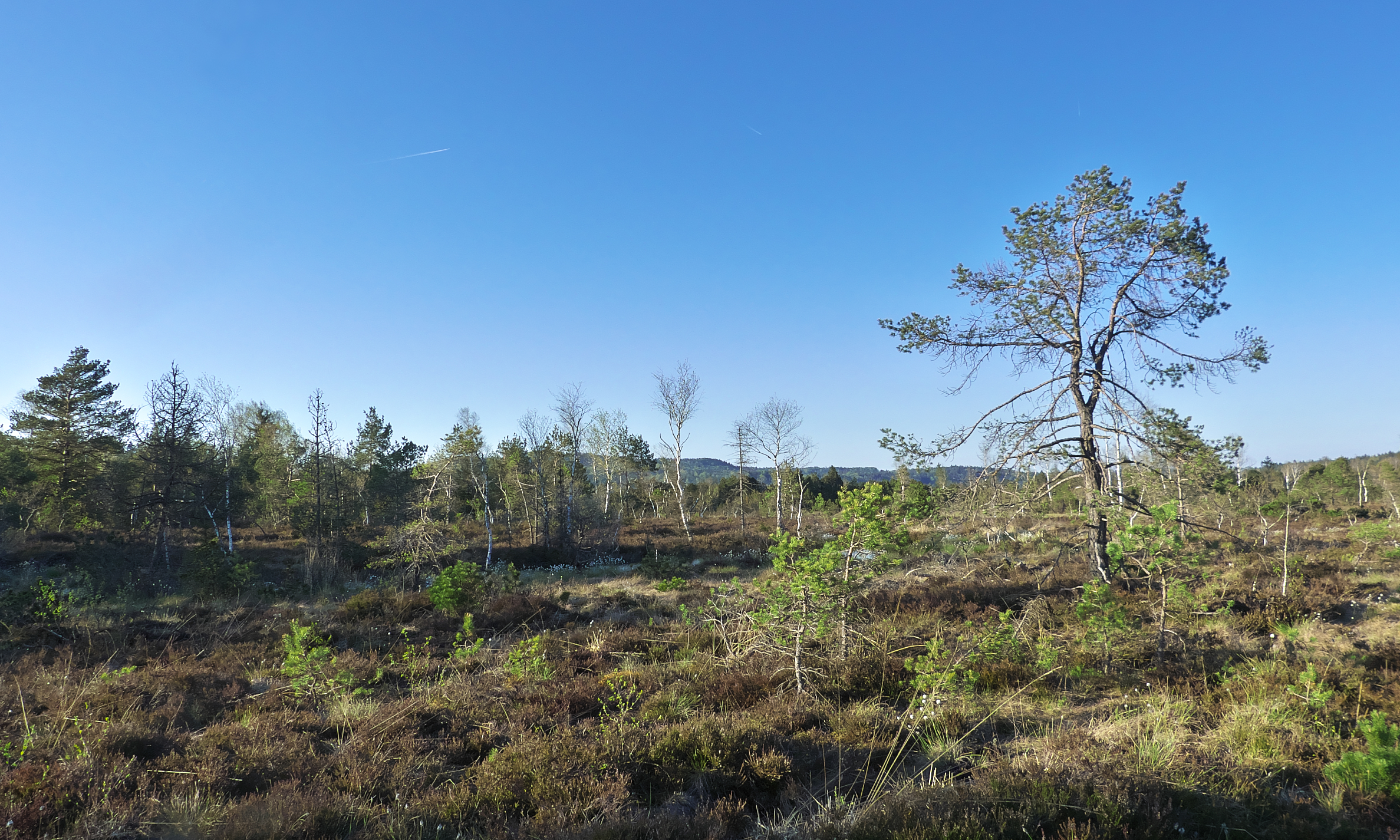
Kirchseemoor bei Sachsenkam